# Narcy (Haute-Marne)
Narcy é uma comuna francesa na região administrativa de Grande Leste, no departamento de Haute-Marne. Estende-se por uma área de 11,12 km². Em 2010 a comuna tinha 248 habitantes (densidade: 22,3 hab./km²).